# Vigala kommun
Vigala kommun (estniska: Vigala vald) var en tidigare kommun i landskapet Raplamaa i mellersta Estland. Den låg cirka 80 kilometer söder om huvudstaden Tallinn. Byn Kivi-Vigala utgjorde kommunens centralort.
Kommunen uppgick den 21 oktober 2017 i Märjamaa kommun.

## Geografi

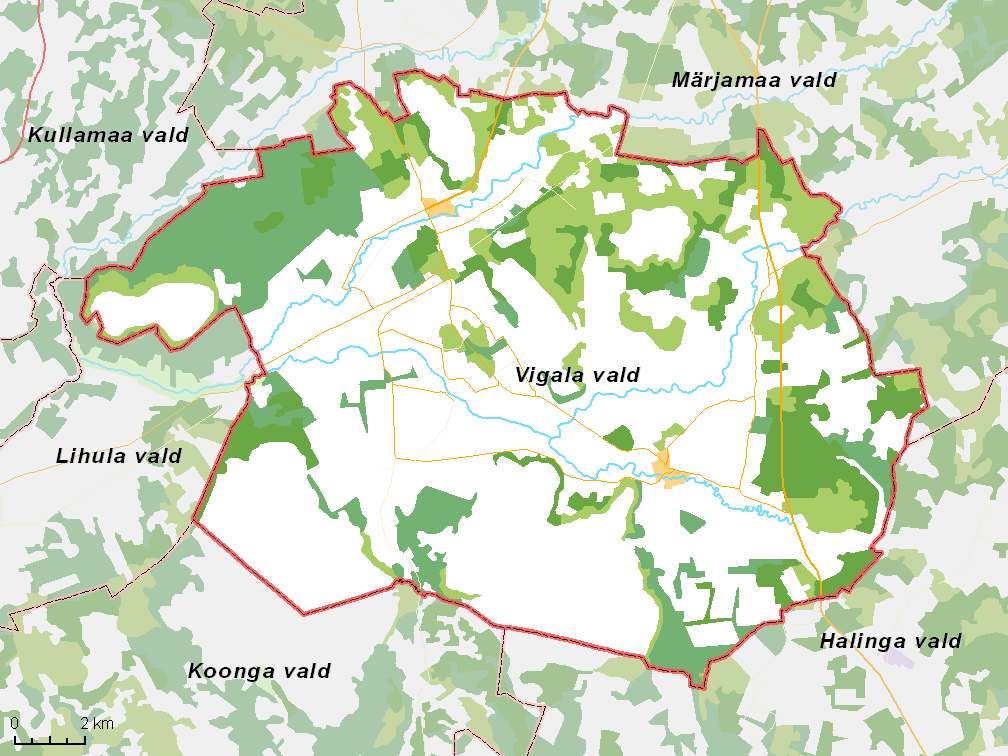
Översiktlig karta över den dåvarande kommunen.

## Orter
I Vigala kommun fanns 27 byar.

### Byar
- Araste
- Avaste
- Jädivere
- Kausi
- Kesu
- Kivi-Vigala
- Kojastu
- Konnapere
- Kurevere
- Leibre
- Läti
- Manni
- Naravere
- Oese
- Ojapere
- Paljasmaa
- Palase
- Pallika
- Päärdu
- Rääski
- Sääla
- Tiduvere
- Tõnumaa
- Vaguja
- Vanamõisa
- Vana-Vigala
- Vängla